# Slobodan Živojinović
Slobodan Živojinović (in cirillico serbo: Слободан Живојиновић); Belgrado, 23 luglio 1963) è un ex tennista jugoslavo.

## Carriera
Tennista specializzato nel doppio ma che è riuscito ad ottenere ottimi risultati anche in singolare.
Il successo più importante in carriera l'ha ottenuto agli US Open 1986, nel doppio maschile, dove insieme ad Andrés Gómez ha sconfitto in finale il team svedese composto da Joakim Nyström e Mats Wilander in un match lungo cinque set.
In singolare ha raggiunto la semifinale in un torneo dello Slam ben due volte, la prima in Australian nel 1985 dove ha eliminato le teste di serie numero 9 (Scott Davis), 8 (Tim Mayotte) e infine la numero 2, John McEnroe in un match chiuso con un 6-0 al quinto set. Si deve arrendere però ad un passo dalla finale a Mats Wilander in tre set.
L'anno successivo si presenta nuovamente in semifinale, questa volta a Wimbledon, ma seguendo un percorso più agevole. In semifinale costringe la testa di serie numero uno, Ivan Lendl, a un incontro di cinque set prima di arrendersi al tennista ceco.
Riesce inoltre a conquistare due titoli in singolare, a Houston '86 su Scott Davis e a Sydney '88 su Richard Matuszewski.
Nel doppio conta invece ben otto titoli conquistati e la prima posizione in classifica raggiunta nel settembre 1986.

## Statistiche

### Singolare

#### Vittorie (2)
| Legenda                                                      |
| Grande Slam (0)                                              |
| Tennis Masters Cup / ATP World Tour Finals (0)               |
| ATP Super 9 / Masters Series (0)                             |
| ATP Championship Series / ATP International Series Gold (0)  |
| Grand Prix / ATP World Series / ATP International Series (2) |

| Nr. | Anno             | Torneo                                  | Superficie       | Avversario in finale | Punteggio        |
| 1.  | 17 novembre 1986 | Houston Shootout, Houston               | Sintetico indoor | Scott Davis          | 6–1, 4–6, 6–3    |
| 2.  | 10 ottobre 1988  | Australian Indoor Championships, Sydney | Cemento (i)      | Richard Matuszewski  | 7–6(8), 6–3, 6–4 |

### Doppio

#### Vittorie (8)
| Legenda                                                      |
| Grande Slam (1)                                              |
| Tennis Masters Cup / ATP World Tour Finals (0)               |
| ATP Super 9 / Masters Series (0)                             |
| ATP Championship Series / ATP International Series Gold (0)  |
| Grand Prix / ATP World Series / ATP International Series (7) |

| Nr. | Anno             | Torneo                                      | Superficie | Compagno       | Avversari in finale             | Punteggio               |
| 1.  | 8 luglio 1985    | U.S. Pro Tennis Championships, Boston       | Cemento    | Libor Pimek    | Peter McNamara Paul McNamee     | 2–6, 6–4, 7–6           |
| 2.  | 17 marzo 1986    | Brussels Indoor, Bruxelles                  | Sintetico  | Boris Becker   | John Fitzgerald Tomáš Šmíd      | 7–6, 7–5                |
| 3.  | 24 marzo 1986    | ABN AMRO World Tennis Tournament, Rotterdam | Sintetico  | Stefan Edberg  | Wojciech Fibak Matt Mitchell    | 2–6, 6–3, 6–2           |
| 4.  | 26 agosto 1986   | US Open, New York                           | Cemento    | Andrés Gómez   | Joakim Nyström Mats Wilander    | 4–6, 6–3, 6–3, 4–6, 6–3 |
| 5.  | 23 marzo 1987    | Brussels Indoor, Bruxelles (2)              | Sintetico  | Boris Becker   | Chip Hooper Michael Leach       | 7–6, 7–6                |
| 6.  | 30 marzo 1987    | Milan Indoor, Milano                        | Sintetico  | Boris Becker   | Sergio Casal Emilio Sánchez     | 3–6, 6–3, 6–4           |
| 7.  | 8 ottobre 1988   | Tokyo Indoor, Tokyo                         | Sintetico  | Andrés Gómez   | Boris Becker Eric Jelen         | 7–5, 5–7, 6–3           |
| 8.  | 12 febbraio 1990 | Brussels Indoor, Bruxelles (3)              | Sintetico  | Emilio Sánchez | Goran Ivanišević Balázs Taróczy | 7–5, 6–3                |